# Seinäjoki Crocodiles 2023
Questa voce raccoglie le informazioni riguardanti i Seinäjoki Crocodiles nelle competizioni ufficiali della stagione 2023.

## Maschile

### Vaahteraliiga 2023

#### Stagione regolare
| Seinäjoki 11 maggio 2023, ore 18:30 1ª giornata | Seinäjoki Crocodiles | 35 – 14 (7-7 7-0 7-7 14-0) referto | Wasa Royals | Wirokit Stadion (815 spett.)\| Arbitro: \| Lamminsalo \| |
| Arbitro:                                        | Lamminsalo           |                                    |             |                                                          |

| Helsinki 19 maggio 2023, ore 18:30 2ª giornata | Helsinki Roosters | 14 – 21 (0-0 0-0 7-7 7-14) referto | Seinäjoki Crocodiles | Velodromo di Helsinki (228 spett.)\| Arbitro: \| M. Makarainen \| |
| Arbitro:                                       | M. Makarainen     |                                    |                      |                                                                   |

| Kuopio 27 maggio 2023, ore 16:30 3ª giornata | Kuopio Steelers | 14 – 24 (0-3 0-10 7-8 7-3) referto | Seinäjoki Crocodiles | Väinölänniemen stadion (390 spett.)\| Arbitro: \| M. Makarainen \| |
| Arbitro:                                     | M. Makarainen   |                                    |                      |                                                                    |

| Seinäjoki 4 giugno 2023, ore 16:30 4ª giornata | Seinäjoki Crocodiles | 31 – 6 (3-0 14-0 7-6 7-0) referto | Porvoon Butchers | Wirokit Stadion (451 spett.)\| Arbitro: \| M. Makarainen \| |
| Arbitro:                                       | M. Makarainen        |                                   |                  |                                                             |

| Lohja 11 giugno 2023, ore 16:30 5ª giornata | United Newland Crusaders | 34 – 42 (0-7 7-21 14-14 13-0) referto | Seinäjoki Crocodiles | Ojamon kenttä\| Arbitro: \| Janhuba \| |
| Arbitro:                                    | Janhuba                  |                                       |                      |                                        |

| Seinäjoki 16 giugno 2023, ore 18:30 6ª giornata | Seinäjoki Crocodiles | 69 – 0 (14-0 34-0 14-0 7-0) referto | Helsinki Wolverines | Wirokit Stadion (399 spett.)\| Arbitro: \| Toijala \| |
| Arbitro:                                        | Toijala              |                                     |                     |                                                       |

| Seinäjoki 7 luglio 2023, ore 18:30 8ª giornata | Seinäjoki Crocodiles | 38 – 35 (7-0 14-7 3-14 14-14) referto | United Newland Crusaders | Wirokit Stadion (525 spett.)\| Arbitro: \| Toijala \| |
| Arbitro:                                       | Toijala              |                                       |                          |                                                       |

| Porvoo 16 luglio 2023, ore 16:30 9ª giornata | Porvoon Butchers | 21 – 28 (0-0 0-21 7-0 14-7) referto | Seinäjoki Crocodiles | Porvoon Keskuskenttä (605 spett.)\| Arbitro: \| V. Lamminsalo \| |
| Arbitro:                                     | V. Lamminsalo    |                                     |                      |                                                                  |

| Helsinki 29 luglio 2023, ore 18:30 11ª giornata | Helsinki Wolverines | 0 – 68 (0-28 0-19 0-14 0-7) referto | Seinäjoki Crocodiles | Velodromo di Helsinki (118 spett.)\| Arbitro: \| M. Makarainen \| |
| Arbitro:                                        | M. Makarainen       |                                     |                      |                                                                   |

| Vaasa 11 agosto 2023, ore 18:30 12ª giornata | Wasa Royals | 28 – 34 (7-13 0-6 7-0 14-15) referto | Seinäjoki Crocodiles | Kaarlen kenttä (550 spett.)\| Arbitro: \| M. Immonen \| |
| Arbitro:                                     | M. Immonen  |                                      |                      |                                                         |

| Seinäjoki 18 agosto 2023, ore 18:30 13ª giornata | Seinäjoki Crocodiles | 31 – 38 (7-7 0-19 14-6 10-6) referto | Helsinki Roosters | Wirokit Stadion (632 spett.)\| Arbitro: \| M. Makarainen \| |
| Arbitro:                                         | M. Makarainen        |                                      |                   |                                                             |

| Seinäjoki 26 agosto 2023, ore 16:30 14ª giornata | Seinäjoki Crocodiles | 35 – 7 (7-0 6-7 15-0 7-0) referto | Kuopio Steelers | Wirokit Stadion (555 spett.)\| Arbitro: \| V. Lamminsalo \| |
| Arbitro:                                         | V. Lamminsalo        |                                   |                 |                                                             |

#### Playoff
| Seinäjoki 2 settembre 2023, ore 15:00 Semifinale | Seinäjoki Crocodiles | 28 – 14 (0-0 14-7 7-7 7-0) referto | Wasa Royals | Wirokit Stadion (770 spett.)\| Arbitro: \| Toijala \| |
| Arbitro:                                         | Toijala              |                                    |             |                                                       |

| Arbitri: | V. Lamminsalo J. Kalevo J. Lehtinen P. Vierikko P. Roimela J. Holmberg T. Lindroos |

|                                                    |           | |
| Powell 5':00" Q3 (TD) 7yd run Mäki-Maunus Q3 (pat) | Marcatori | Wellington 1':11" Q2 (TD) 2yd run Seppänen Q2 (pat) Eerola 2':14" Q3 (TD) 73yd pass from Gwinner Seppänen Q3 (pat) Eerola 9':00" Q4 (TD) 4yd pass from Gwinner Eerola 3':00" Q4 (TD) 46yd pass from Gwinner Seppänen Q4 (pat) |

### Statistiche di squadra
| Competizione      | %Vittorie | In casa | In casa | In casa | In casa | In casa | In casa | In trasferta | In trasferta | In trasferta | In trasferta | In trasferta | In trasferta | Totale | Totale | Totale | Totale | Totale | Totale |
| Competizione      | %Vittorie | G       | V       | N       | P       | Pf      | Ps      | G            | V            | N            | P            | Pf           | Ps           | G      | V      | N      | P      | Pf     | Ps     |
| ----------------- | --------- | ------- | ------- | ------- | ------- | ------- | ------- | ------------ | ------------ | ------------ | ------------ | ------------ | ------------ | ------ | ------ | ------ | ------ | ------ | ------ |
| Stagione regolare | .917      | 6       | 4       | 0       | 2       | 189     | 94      | 6            | 4            | 0            | 2            | 190          | 122          | 12     | 11     | 0      | 1      | 458    | 211    |
| Playoff           | .500      | 2       | 1       | 0       | 1       | 35      | 41      | 0            | 0            | 0            | 0            | 0            | 0            | 2      | 1      | 0      | 1      | 35     | 41     |
| Totale            | .857      | 6       | 4       | 0       | 2       | 189     | 94      | 8            | 5            | 0            | 3            | 232          | 164          | 14     | 12     | 0      | 2      | 493    | 252    |

### Statistiche personali

#### Marcatori
| Giocatore     | Ruolo | TD rush | TD recv | TD int | TD p.ret | TD k.ret | TD oth | Xp1  | Xp2 | FG | Saf | Totale |
| ------------- | ----- | ------- | ------- | ------ | -------- | -------- | ------ | ---- | --- | -- | --- | ------ |
| Powell        |       | 22+3    | 2       | 0      | 0        | 0        | 0      | 0    | 0   | 0  | 0   | 162    |
| Ja. Särkelä   |       | 0       | 14      | 0      | 0        | 0        | 0      | 10   | 1   | 1  | 0   | 99     |
| Mäki-Maunus   |       | 0       | 0       | 0      | 0        | 0        | 0      | 43+5 | 0   | 8  | 0   | 72     |
| Irvin         |       | 0       | 1       | 1      | 0        | 0        | 3      | 0    | 0   | 0  | 0   | 30     |
| Whitehead     |       | 3+2     | 0       | 0      | 0        | 0        | 0      | 0    | 0   | 0  | 0   | 30     |
| K. Harju      |       | 0       | 4       | 0      | 0        | 0        | 0      | 0    | 0   | 0  | 0   | 24     |
| V. Ollonqvist |       | 0       | 2       | 0      | 0        | 1        | 0      | 0    | 2   | 0  | 0   | 22     |
| S. Jallow     |       | 2       | 0       | 0      | 0        | 0        | 0      | 0    | 0   | 0  | 0   | 12     |
| Jo. Särkelä   |       | 0       | 2       | 0      | 0        | 0        | 0      | 0    | 0   | 0  | 0   | 12     |
| Kasari        |       | 0       | 1       | 0      | 0        | 0        | 0      | 0    | 0   | 0  | 0   | 6      |
| Ristilä       |       | 0       | 1       | 0      | 0        | 0        | 0      | 0    | 0   | 0  | 0   | 6      |
| E. Watson     |       | 0       | 1       | 0      | 0        | 0        | 0      | 0    | 0   | 0  | 0   | 6      |
| S. Zins       |       | 0       | 0       | 1      | 0        | 0        | 0      | 0    | 0   | 0  | 0   | 6      |
| Värinen       |       | 0       | 0       | 0      | 0        | 0        | 0      | 0    | 0   | 0  | 1   | 2      |
| F. Zacok      |       | 0       | 0       | 0      | 0        | 0        | 0      | 0    | 0   | 0  | 1   | 2      |

#### Passer rating
| Giocatore     | G    | Att    | Comp   | Int | Yds      | TD   | NFL    | NCAA   |
| ------------- | ---- | ------ | ------ | --- | -------- | ---- | ------ | ------ |
| Toivola       | 2    | 14     | 8      | 0   | 128      | 2    | 127,38 | 181,09 |
| Whitehead     | 12+2 | 282+43 | 190+26 | 4+5 | 2275+224 | 24+0 | 102,33 | 149,57 |
| Powell        | 2+1  | 2+1    | 2+1    | 0+0 | 33+1     | 2+0  |        |        |
| V. Ollonqvist | 1    | 1      | 0      | 1   | 0        | 0    |        |        |

## Femminile

### Naisten II-divisioona 2023

#### Stagione regolare
| Seinäjoki 21 maggio 2023, ore 13:00 1ª giornata | Seinäjoki Crocodiles | 22 – 7 (0-0 8-0 0-7 14-0) referto | Hyvinkää Falcons/ Porvoon Butchers | Jouppilanvuoren tekonurmi |

| Kuopio 28 maggio 2023, ore 15:00 2ª giornata | Kuopio Steelers | 12 – 70 (0-8 12-22 0-32 0-8) referto | Seinäjoki Crocodiles | Lippumäen ylipainehalli |

| Helsinki 3 giugno 2023, ore 15:00 3ª giornata | Helsinki Wolverines Blue | 62 – 22 (14-8 20-8 14-0 14-6) referto | Seinäjoki Crocodiles | Velodromo di Helsinki |

| Seinäjoki 17 giugno 2023, ore 16:00 5ª giornata | Seinäjoki Crocodiles | 50 – 14 (6-0 16-0 22-6 6-8) referto | Pirkkala Spartans | Jouppilanvuoren tekonurmi |

| Hyvinkää 1º luglio 2023, ore 13:00 6ª giornata | Hyvinkää Falcons /Porvoon Butchers | 62 – 18 (16-0 14-6 16-6 16-6) referto | Seinäjoki Crocodiles | Hyvinkään urheilupuisto |

| Seinäjoki 9 luglio 2023, ore 12:30 7ª giornata | Seinäjoki Crocodiles | 36 – 6 (6-0 14-6 8-0 8-0) referto | Kuopio Steelers | Jouppilanvuoren tekonurmi |

#### Playoff
| Porvoo 22 luglio 2023, ore 14:00 Semifinale | Hyvinkää Falcons/ Porvoon Butchers | 54 – 8 (16-8 24-0 8-0 6-0) referto | Seinäjoki Crocodiles | Porvoon Keskuskenttä |

### Statistiche di squadra
| Competizione      | %Vittorie | In casa | In casa | In casa | In casa | In casa | In casa | In trasferta | In trasferta | In trasferta | In trasferta | In trasferta | In trasferta | Totale | Totale | Totale | Totale | Totale | Totale |
| Competizione      | %Vittorie | G       | V       | N       | P       | Pf      | Ps      | G            | V            | N            | P            | Pf           | Ps           | G      | V      | N      | P      | Pf     | Ps     |
| ----------------- | --------- | ------- | ------- | ------- | ------- | ------- | ------- | ------------ | ------------ | ------------ | ------------ | ------------ | ------------ | ------ | ------ | ------ | ------ | ------ | ------ |
| Stagione regolare | .667      | 3       | 3       | 0       | 0       | 108     | 27      | 3            | 1            | 0            | 2            | 110          | 136          | 6      | 4      | 0      | 2      | 218    | 163    |
| Playoff           | .000      | 0       | 0       | 0       | 0       | 0       | 0       | 1            | 0            | 0            | 1            | 8            | 54           | 1      | 0      | 0      | 1      | 8      | 54     |
| Totale            | .571      | 3       | 3       | 0       | 0       | 108     | 27      | 4            | 1            | 0            | 3            | 118          | 190          | 7      | 4      | 0      | 3      | 226    | 217    |